# Metacromantis nigrofemorata
Metacromantis nigrofemorata är en bönsyrseart som beskrevs av Ghate, Thulsi Ra, Maqsood Javed och Roger Roy 2006. Metacromantis nigrofemorata ingår i släktet Metacromantis och familjen Hymenopodidae. Inga underarter finns listade i Catalogue of Life.